# Constance Goddard DuBois
Constance Goddard DuBois (Zanesville, anni 1850 – 18 agosto 1934) è stata una scrittrice, etnologa e attivista statunitense.
Dedicò i suoi studi antropologici alle popolazioni indigene del sud California, in particolar modo alle tribù dei Diegueño e dei Luiseño, di cui studiò in maniera approfondita miti e canzoni. Si impegnò attivamente nella difesa dei diritti dei nativi americani, coinvolgendo anche le donne di queste popolazioni.

## Biografia
Constance Goddard DuBois nacque a Zanesville in Ohio, alla fine degli anni cinquanta dell'Ottocento. Frequentò il Putnam Female Seminary e successivamente il Women's Medical College of New York Infirmary. Visse a Waterbury in Connecticut e tra la fine del 1890 e i primi del 1900 trascorse le sue estati a San Diego in California, a contatto con le popolazioni dei Diegueño e dei Luiseño, che sostenne sia dal punto di vista finanziario che politico.

Constance Goddard DuBois presiedette la Waterbury Indian Association e questo le consentì di collaborare attraverso opere filantropiche con l'Indian Industries League e la Sybil Carter Indian Lace Association. Si impegnò politicamente collaborando con l'Indian Rights Association e con il Dipartimento degli Interni degli Stati Uniti d'America per assicurare ai nativi americani espropriati delle loro terre l'assegnazione di territori fertili che garantissero il loro sostentamento. 

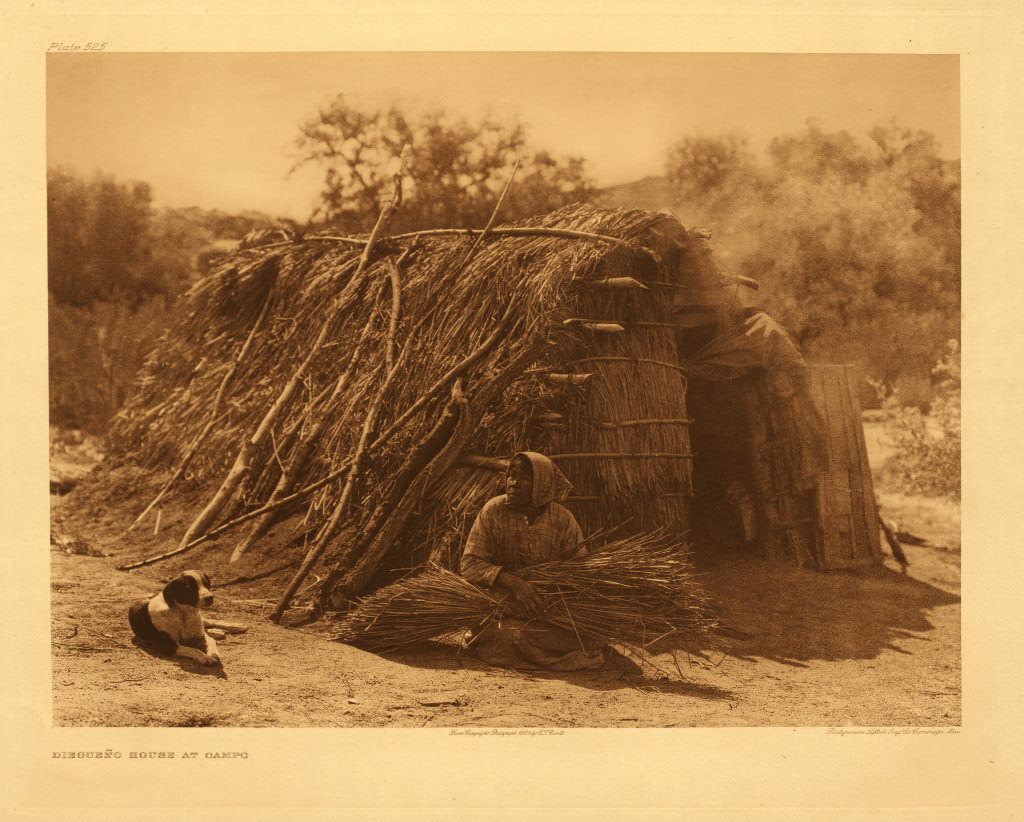
Una donna Diegueno di fronte alla propria abitazione nel 1926, foto di Edward S.Curtis.

I suoi studi si focalizzarono principalmente su miti, cerimonie e altri elementi della cultura tradizionale dei nativi americani. Nei suoi scritti compare Cinon Duro o Hokoyél Mutaweér,  l'ultimo capo dei Diegueño a Mesa Grande, con il quale DuBois sviluppò una profonda amicizia. Mutaweér accettò di raccontare all'amica antropologa le tradizioni e le vicende del suo popolo poiché comprese che la cultura dei nativi americani stava svanendo e necessitava di essere preservata. Il loro legame fu così profondo che Constance Goddard DuBois gli stette accanto fino alla morte, avvenuta il 17 settembre del 1906..
A Mesa Grande Constance conobbe un'insegnante, Mary Watkins, dalla cui collaborazione nacque un'iniziativa imprenditoriale che prevedeva il coinvolgimento attivo delle donne indiane nella creazione di oggetti fatti a mano, come ad esempio cesti e merletti. Questi prodotti artigianali venivano successivamente venduti da DuBois ed il loro ricavato amministrato e redistribuito da Mary Watkins all'interno della riserva per fornire un aiuto alle famiglie più povere.
Constance Goddard DuBois inoltre lavorò con Alfred Kroeber, uno dei più noti antropologi della California tra la fine del XIX e l'inizio del XX secolo.
Tra il 1899 e il 1908 l'antropologa si ammalò, e con l'intento di divulgare le sue ricerche pubblicò tutto il materiale raccolto negli anni precedenti a contatto con i nativi americani. Tali scritti si rivelarono in seguito molto utili per i successivi studi etnografici riguardanti le popolazioni indigene del Sud California.
Costance Goddard DuBois non si sposò ma convisse per molti anni con la dottoressa Caroline Conkey.
Morì nel 1934.

## Opere

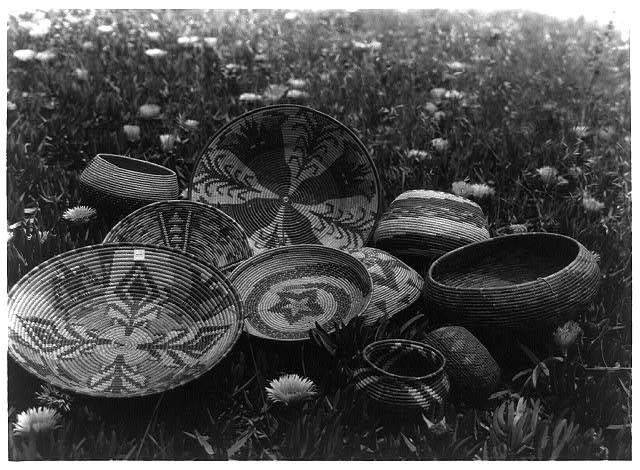
Ceste dei Mission Indians, foto di Edward S. Curtis

Constance Goddard DuBois fu anche un'attivista per i diritti e le condizioni di vita dei nativi americani; raccolse le canzoni tradizionali, le storie e cerimonie legate alla cultura indiana, per contribuire alla loro preservazione e alla loro sopravvivenza.

### Libri
1895. The modern pagan : a novel, New York, Merriam
1901. Condition of the Mission Indians of Southern California, Philadelphia, Office of the Indian Rights Association
1902. The mythology of the Diegueños, mission Indians of San Diego County, California, as proving their status to be higher than is generally believed, [Easton, Pa.], [Eschenbach Print. Co.]
1905. Religious ceremonies and myths of the Mission Indians, Lancaster, Pa.
1906?. Mythology of the Mission Indians, [United States], [publisher not identified]
1908. Religion of the Luiseño Indians of Southern California, Berkeley, University Press

### Articoli

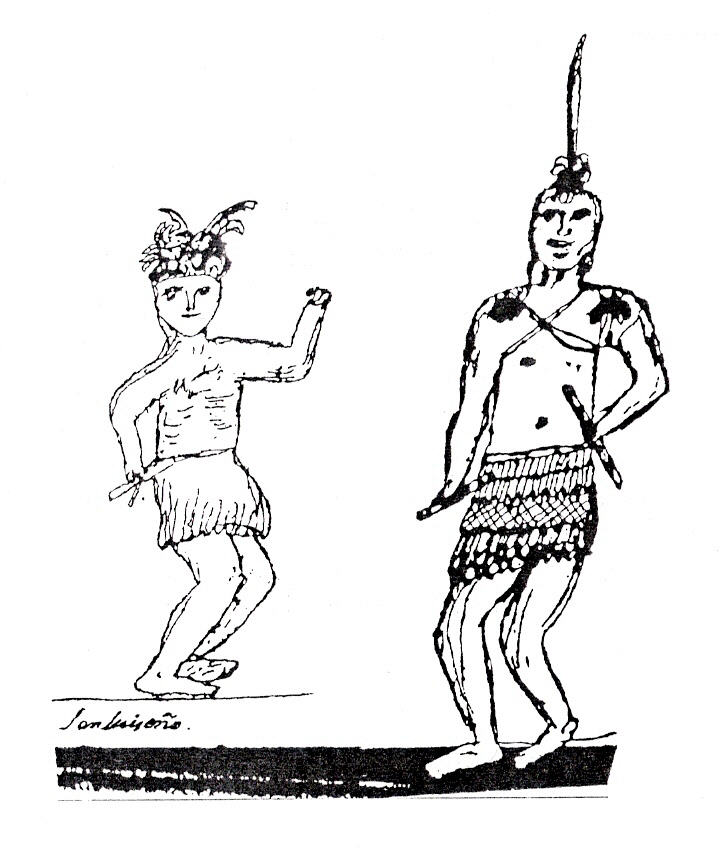
Illustrazione del Luiseno Pablo Tac, risalente ai primi decenni dell'800.

#### Religious ceremonies and myths of the Mission Indians
In questo articolo, pubblicato nel 1905 in American anthropologist (1905), Goddard DuBois denuncia come la progressiva occidentalizzazione e la conseguente perdita dell'originaria identità culturale dei nativi americani, seguita al loro trasferimento nelle missioni spagnole gestite dai francescani nel Sud California, abbia determinato la progressiva scomparsa dei loro manufatti artigianali. Un'altra causa della scomparsa dei loro lavori artigianali era da addebitarsi all'usanza dei nativi di bruciare tutti gli oggetti di proprietà dei membri della comunità, dopo la loro morte.
In questo articolo sono presenti anche le descrizioni delle feste più importanti per i Mission Indians, e riportata la trascrizione del mito "The Origin of Song and Dance".
Negli articoli seguenti Constance Goddard DuBois intende illustrare le ingiustizie che i nativi americani del sud California subivano e indurre i lettori a perorarne la causa presso Governo perché venisse loro garantita l'assistenza.
- 1901. The Mission Indians Exiles in Land of Sunshine, vol 15, pp. 248–252
- 1901. How to Help the Mission Indians, in Southern Workman, vol 30, pp. 673–676
- 1903. Paths of Hope for the Mission Indians, in Southern Workman, vol 32, pp. 214–219
- 1903. The Exiles of San Felipe, in Southern Workman, vol 32, pp. 607–610
- 1908. Ceremonies and traditions of the Diegueño Indians, in Journal of American folklore, v. 21, n. 81-82 (Apr.-Sept. 1908)
- 1907. Diegueño mortuary ollas, in American anthropologist, v. 9, n. 3, July-Sept.